# Ruud Pronk
Rudy „Ruud“ Pronk (* 13. Juli 1931 in Banjuwangi, Java) ist ein niederländischer Jazzschlagzeuger.

## Leben und Wirken
Nach einer Kindheit in Indonesien, in der er durch den älteren Bruder Rob geprägt wurde, der bereits Anfang der 1940er Jahre in einer Big Band spielte, trat er mit seinen Geschwistern im Radioprogramm auf und wurde gemeinsam mit ihnen für die Interpretation eines Jazztitels ausgezeichnet. In Schulorchestern spielte er Klarinette, bevor er ans Schlagzeug wechselte. 1947 zog er nach Holland. Sein Bruder führte ihn in die Welt des Modern Jazz ein; er spielte in dessen Rob Pronks Boptet, das 1956 als beste Jazzband der Niederlande ausgezeichnet wurde. In den nächsten Jahren war er mit Bobby Jaspar, René Thomas und Fats Sadi in Belgien und Deutschland unterwegs; weitere internationale Tournee mit Ruud Kuyper, Herman Schoonderwalt, Ruud Jacobs und Hein van der Gaag schlossen sich an. Bereits 1958 ließ er sich in Spanien nieder, wo er als Lehrer an einer höheren Schule tätig war, spielte aber weiterhin auch in Mitteleuropa, etwa im Trio von Jack van Poll. Auch begleitete er amerikanische Gastsolisten und trat mit Musikern wie Cees Slinger, Chris Hinze, Ack und Jerry van Rooyen, Stéphane Grappelli und Barney Wilen auf. Auch spielte er als niederländischer Repräsentant in dem von George Gruntz geleiteten Peter Stuyvesant Jazz Orchestra. Mit seinem Dutch Jazz Quartet unternahm er mehrere Tourneen durch Spanien. Weiterhin nahm er mit Tony Vos und Rob Madna (Jazz behind the Dikes 3), Gary Crosby, Ann Burton, Pim Jacobs und Rita Reys auf.
Auch als Amateurfotograf hatte er mehrere Ausstellungen in den Niederlanden, Deutschland und Spanien.

## Preise und Auszeichnungen
1956 gewann er in Düsseldorf bei einem internationalen Jazzwettbewerb den Preis als bester Schlagzeuger; bei den Berliner Jazztagen 1963 wurde er mit dem Solistenpreis geehrt.

## Diskographische Hinweise
- Gary Crosby Big Band, mit Ack und Jerry van Rooyen, Bob Cooper, Bud Shank, Attila Zoller, Gary Peacock (Decca 1958)
- Leddy Wessel (Fontana 1964)
- The International Peter Stuyvesant Jazz Orchestra (Decca 1965)
- Jack van Poll Jackpot (Philips 1968)
- Ferdinand Povel Beboppin’, mit Frans Elsen, Bill Overgaauw, Victor Kaihatu (Lime Tree 1983)